# Charles Bukowski
Henry Charles Bukowski (właśc. Heinrich Karl Bukowski, ur. 16 sierpnia 1920 w Andernach, zm. 9 marca 1994 w Los Angeles) – amerykański poeta i prozaik, scenarzysta filmowy oraz rysownik pochodzenia niemieckiego. Uznawany za jednego z największych i najpopularniejszych amerykańskich pisarzy XX wieku.

## Życiorys

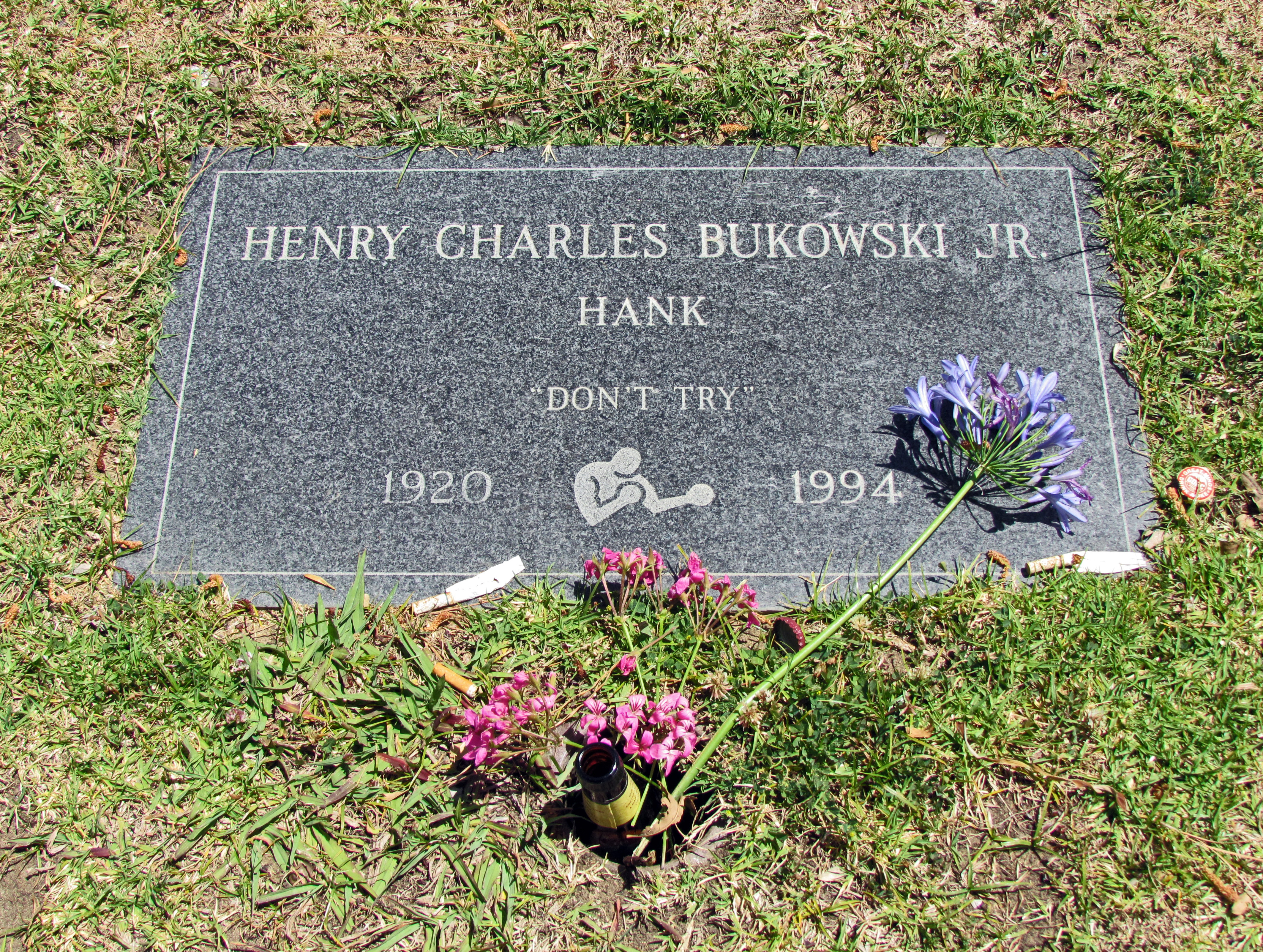
Grób Bukowskiego.

Bukowski urodził się w Andernach w Nadrenii, skąd pochodziła również jego matka Katharina Fett (1895–1956). Jego ojciec, Henry Bukowski (1895–1958), który urodził się w Pasadenie w Kalifornii, przybył do Niemiec jako żołnierz 3 Armii Stanów Zjednoczonych podczas I wojny światowej. Dziadek Bukowskiego, Leonard (1860–1926) po odbyciu służby wojskowej wyemigrował z Rzeszy Niemieckiej do USA, gdzie osiadł w Cleveland, a następnie ożenił się z pochodzącą z Gdańska Emilie Krause (1865–1949). Bukowski założył, że jego przodek ze strony ojca przeprowadził się z Polski do Niemiec około 1780 roku, ponieważ „Bukowski” jest polskim nazwiskiem.
W 1923 trzyletni Charles wraz z rodzicami wyemigrował do Los Angeles. Bukowski często opisywał swoich rodziców na kartach książek, z reguły niepochlebnie. W Z szynką raz! opisał swojego ojca jako człowieka brutalnego, pełnego uprzedzeń i podcinającego młodemu Henry’emu skrzydła. Opisał, jak jego ojciec często znęcał się nad nim, zarówno fizycznie, jak i psychicznie, bijąc go za najmniejsze wyimaginowane przewinienie. Charles w młodości miał poważny trądzik, którego ślady nosił na twarzy do końca życia.
Po ukończeniu szkoły średniej Los Angeles High School, Charles Bukowski dostał się do miejskiego college’u w Los Angeles (Los Angeles City College), gdzie przez dwa lata studiował dziennikarstwo, jednak nie ukończył studiów. Po opuszczeniu szkoły zaczął pracować. Imał się wielu zajęć, z reguły wykonywał kiepsko płatną pracę fizyczną. Zamieszkiwał wtedy w biednych robotniczych dzielnicach wielkiego miasta. Wtedy też stał się bywalcem spelunek i torów wyścigowych. Jego wielką pasją przez całe życie były wyścigi koni, na których częściej tracił niż zarabiał, przy okazji barwnie je opisując. W 1942 roku nakazano mu stawić się przed komisją wojskową. Odmówił, powołując się na swoją „osobistą filozofię”, a ostatecznie został aresztowany przez agentów FBI w Filadelfii i wrzucony do więzienia Moyamensing na siedemnaście dni. Następnie nie zdał egzaminu psychologicznego i uznano go za niezdolnego do służby wojskowej.
Na początku lat 50. podjął pracę w United States Postal Service, gdzie przepracował (z przerwami) dwanaście lat. Swoje przemyślenia dotyczące pracy listonosza (a potem niższego urzędnika pocztowego) przelał na karty powieści Listonosz. W 1955 roku Bukowski był leczony z powodu choroby wrzodowej. Po wyjściu ze szpitala zaczął pisać wiersze.
Jako poeta debiutował w 1946 na łamach filadelfijskiego magazynu literackiego „Matrix”. Był niezwykle płodnym autorem, między rokiem 1960 a wczesnymi latami 90., wydał prawie 50 pozycji, zarówno poetyckich, jak i prozatorskich. Bukowski przez wielu zaliczany do pokolenia beatników (ang. beat generation), sam nigdy nie dał się jednoznacznie sklasyfikować. Sławę zyskał dzięki cyklowi powieściowemu, w którym stworzył postać alkoholika i „ćmy barowej” – Henry’ego Chinaskiego. Twórczość Bukowskiego inspirowana była jego własnymi doświadczeniami życiowymi. 
Charles Bukowski zmarł 9 marca 1994 na skutek białaczki, niedługo po ukończeniu powieści Szmira. Miał 73 lata. Na grobie Bukowskiego widnieje epitafium Don’t try (pol. Nie próbuj). Istnieją różne interpretacje tych słów. Jego żona Linda Lee Bukowski stwierdziła, że mają oznaczać: „Nie próbuj, rób. Ponieważ jeśli poświęcasz czas próbując czegoś, nie robisz tego…. Nie próbuj”.

## Życie prywatne
Deklarował się jako ateista. Był alkoholikiem, motyw alkoholu nierzadko przewija się w jego utworach. W jednym z wierszy autor mówi o radości po wizycie u lekarza, gdy okazało się, że alkohol nie zostawił żadnych odczuwalnych skutków na jego zdrowiu. Nałogowo palił papierosy. W 1957 roku poślubił pisarkę Barbarę Frye. Ich małżeństwo przetrwało do 1959 roku. W 1964 roku urodziła się córka Charlesa i jego partnerki Frances Smith (z którą nigdy nie był żonaty), Marina Louise Bukowski. W 1976 Bukowski poznał Lindę Lee Beighle, właścicielkę restauracji ze zdrowym jedzeniem. Po dziewięciu latach związku pobrali się. Razem przeprowadzili się z East Hollywood (w którym mieszkał przez większość życia) do San Pedro. Na kartach książek Bukowskiego Linda Lee pojawia się jako „Sara”. Przyjaźnił się z Seanem Pennem.

## Twórczość

### Powieści
- Post Office (Black Sparrow Press, 1971); wydanie polskie: Listonosz, Noir sur Blanc 1994
- Factotum (Black Sparrow Press, 1975); wydanie polskie: Faktotum, Noir sur Blanc 2005
- Women (Black Sparrow Press, 1978); wydanie polskie: Kobiety, Noir sur Blanc 1996
- Ham on rye (Black Sparrow Press, 1982); wydanie polskie: Z szynką raz!; tłum. Michał Kłobukowski, Noir sur Blanc 1994
- Hollywood (Black Sparrow Press, 1989); wydanie polskie: Hollywood, Noir sur Blanc 1994
- Pulp (Black Sparrow Press, 1994); wydanie polskie: Szmira, Noir sur Blanc 1997

### Zbiory opowiadań
- Confessions of a Man Insane Enough to Live with Beasts (Mimeo Press, 1965), [Wyznania człowieka szalonego na tyle, aby żyć z bestiami]
- All the Assholes in the World and Mine (Open Skull Press, 1966), [Wszystkie odbyty świata, włącznie z moim]
- Notes of a Dirty Old Man (Essex House, 1969); wydanie polskie: Zapiski starego świntucha, Noir sur Blanc 1997
- A Bukowski Sampler (Quixote Press, 1969), [Próbnik Bukowskiego]
- Erections, Ejaculations, Exhibitions and General Tales of Ordinary Madness (City Light Books, 1972), [Erekcje, ejakulacje, ekspozycje i rozmaite opowieści o zwyczajnym szaleństwie]; w 1983 roku książka ta została wydana w dwóch tomach[15]:
  1. Tales of Ordinary Madness; wydanie polskie: Historie o zwykłym szaleństwie, Noir sur Blanc 2015
  2. oraz The Most Beautiful Woman in Town; wydanie polskie: Najpiękniejsza dziewczyna w mieście, Noir sur Blanc, 1996
- South of No North (Black Sparrow Press, 1973); wydanie polskie: Na południe od nigdzie, Noir sur Blanc, 1996
- Bring Me Your Love (Black Sparrow Press, 1983) [Przynieś mi swoją miłość]
  - Jest to wydanie specjalne jednego opowiadania, z ilustracjami Roberta Crumba[15]
- Hot Water Music (Black Sparrow Press, 1983); wydanie polskie: Kłopoty to męska specjalność, Noir sur Blanc, 2004
- There’s No Business (Black Sparrow Press, 1984) [Żaden interes]
  - Jest to wydanie specjalne jednego opowiadania, z ilustracjami Roberta Crumba[15]
- Confession of a Coward (Black Sparrow Press, 1995) [Wyznania tchórza]
  - Jest to krótkie opowiadanie biograficzne dotyczące małżeństwa Bukowskiego z Barbarą Frye[16]
- The Bell Tolls For No One (CityLights, 2015)
  - Jest to zbiór opowiadań dotąd książkowo niewydanych i pochodzących z trzech źródeł: z jego gazetowej kolumny „Notes of a Dirty Old Man”, z publikacji dla czasopism pornograficznych oraz rzeczy niepublikowanych lub niedokończonych.

### Wiersze
- Flower, Fist and Bestial Wail (Hearse Press, 1960) [Kwiat, pięść i dziki lament]
- Longshot Poems for Broke Players (7 Poets Press, 1962) [Mające małe szanse wiersze dla spłukanych graczy]
- Run with the Hunted (Midwest Press, 1962) [Biegnij ze ściganym]
- It Catches My Heart in Its Hands (Loujon Press, 1963) [Moje serce uwięzione w tamtych rękach]
  - Jest to pierwsza książka Bukowskiego wydana przez Jona i Gypsy Lou Webbów w Nowym Orleanie[17]
- Crucifix in a Deathhand (Loujon Press, 1965) [Krucyfiks w rękach śmierci]
- Cold Dogs in the Courtyard (Literary Times-Cyfoeth, 1965) [Zamarznięte psy na podwórzu]
- The Genius of the Crowd (7 Flowers Press, 1966) [Geniusz tłumu]
- 2 Poems (Black Sparrow Press, 1967) [2 wiersze]
- The Courtains are Waving and People Walk Through/The Afternoon/Here and in Berlin and in New York City and in Mexico (Black Sparrow Press, 1967) [Zasłony powiewają, a ludzie przechodzą/Popołudnie/Tu i w Berlinie i w Nowym Jorku i w Meksyku]
- At Terror Street and Agony Way (Black Sparrow Press, 1968) [Na ulicy przerażenia w alei udręki]
- Poems Written Before Jumping out of a 8-Storey Window (Poetry X/Change, 1968) [Wiersze napisane przed wyskoczeniem z ósmego piętra]
- The Days Run Away Like Wild Horses Over The Hills (Black Sparrow Press, 1969) [Dni uciekają jak dzikie konie za wzgórza]
- Penguin Modern Poets 13 – Charles Bukowski/Philip Lamantia/Harold Norse (Penguin Books, London, 1969)
- If We Take (Black Sparrow Press, 1970) [Jeśli weźmiemy]
- Fire Station (Capricorn Press, 1970) [Remiza strażacka]
- Me and Your Sometimes Love Poems (Kisskill Press, 1972) [Moje i twoje wiersze miłosne]
  - Jest to tomik wierszy miłosnych Lindy King i Charlesa Bukowskiego, traktujących o ich związku
- Mockingbird Wish Me Luck (Black Sparrow Press, 1972) [Życz mi szczęścia, przedrzeźniaczu]
- Burning in Water, Drowning in Flame: Poems 1955-1973 (Black Sparrow Press, 1974); wydanie polskie: Płonąc w wodzie, tonąc w ogniu: wiersze z lat 1955–1973, Noir sur Blanc, 2004
- Tough Company (Black Sparrow Press, 1976) [Twardzielskie towarzystwo]
- Scarlet (Black Sparrow Press, 1976)
- Art (Black Sparrow Press, 1977) [Sztuka]
- Love is a Dog From Hell: Poems 1974–1977 (Black Sparrow Press, 1977); wydanie polskie: Miłość to piekielny pies: wiersze z lat 1974–1977, Noir sur Blanc, 2003
- A Love Poem (Black Sparrow Press, 1979) [Wiersz miłosny]
- Play The Piano Drunk/Like a Percussion Instrument/Until the Fingers Begin to Bleed a Bit (Black Sparrow Press, 1979) [Graj pijany na pianinie/Jak na perkusji/aż palce zaczną trochę krwawić]
- Dangling in the Tournefortia (Black Sparrow Press, 1981)
- War All The Times: Poems 1981–1984 (Black Sparrow Press, 1984) [Nieustanna Wojna: wiersze z lat 1981–1984]
- The Last Generation (Black Sparrow Press, 1982) [Ostatnie pokolenie]
- Sparks (Black Sparrow Press, 1983) [Iskry]
- You Get So Alone at Times That it Just Makes Sense (Black Sparrow Press, 1986) [Czasem jesteś tak samotny, że to po prostu ma sens]
- The Roominghouse Madrigals: Early Selected Poems 1946-1966 (Black Sparrow Press, 1988) [Madrygały z pokoi do wynajęcia]
- In the Shadow of the Rose(Black Sparrow Press, 1991) [W cieniu róży]
- Three By Bukowski (Black Sparrow Press, 1992) [Trzy razy Bukowski]
- The Last Night On Earth Poems (Black Sparrow Press, 1992) [Wiersze z ostatniej nocy ziemi]
- Those Marvelous Lunches (Black Sparrow Press, 1993) [Te wspaniałe lunche]
- Heatwave (Black Sparrow Press, 1995) [Fala upałów]
- A New War (Black Sparrow Press, 1997) [Nowa wojna]
- Bone Palace Ballet: New Poems (Black Sparrow Press, 1997) [Balet Kościanego Pałacu: nowe wiersze]
- The Flash of Lightning behind the Mountain (2004); wydanie polskie: Światło błyskawicy za górą, Noir sur Blanc, 2009
- Z obłędu odsiać słowo, wers, drogę: nowe wiersze (tłum. Michał Kłobukowski, Noir sur Blanc, 2005)

### Wiersze i proza
- Horsemeat (Black Sparrow Press, 1982) [Konina]
- Septuagenarian Stew: Stories and Poems (Black Sparrow Press, 1990) [Mieszanka siedemdziesięciolatka: opowiadania i wiersze]
- Betting on the Muse: Poems and Stories (Black Sparrow Press, 1996) [Stawiając na muze]

### Dzienniki
- The Captain Is Out to Lunch and the Sailors Have Taken Over the Ship (Black Sparrow Press, 1998); wydanie polskie: Gdy kota nie ma, myszy harcują (tłum. Jacek Szafranowicz, Noir sur Blanc, 2023, ISBN 978-83-7392-832-9)

## Odniesienia w kulturze
Amerykański zespół Red Hot Chili Peppers nawiązuje do Bukowskiego i jego twórczości w kilku piosenkach; (między innymi w utworze Mellowship Slinky in B Major), wokalista tego zespołu Anthony Kiedis stwierdził, że Bukowski ma duży wpływ na jego twórczość.
Kurt Cobain był przez pewien okres wielbicielem tworczości Charlesa Bukowskiego, zaliczał Listonosza i Z szynką raz! Bukowskiego do swoich ulubionych książek.
Jego twórczość wywarła wpływ na muzyka Toma Waitsa, który wykorzystał słowa wiersza Bukowskiego w jednej ze swoich piosenek.
Charles Bukowski jest jednym z ulubionych pisarzy Harry'ego Stylesa. Bukowski zainspirował jego dwie piosenki („Woman” i „Only Angel”).
Bukowski jest wspomniany w utworze "She looks like fun" autorstwa Arctic Monkeys.
Postać Hanka Moody’ego w serialu telewizyjnym Californication była inspirowana Charlesem Bukowskim i jego twórczością, w szczególności Henrym Chinaskim.

## Ekranizacje
Na podstawie twórczości Charlesa Bukowskiego powstały następujące filmy:
- Historia zwyklego szalenstwa (Tales of Ordinary Madness, 1981) – film włoskiego reżysera Marco Ferreriego. Zebrał niepochlebne recenzje krytyki i publiczności oraz, co znaczące, samego Bukowskiego.
- Ćma barowa (Barfly, 1987), w którym główną rolę grał Mickey Rourke, a główną postacią jest Henry Chinaski, alter ego pisarza. Film powstał na podstawie scenariusza samego Bukowskiego. Powieść Hollywood opisuje udrękę związaną z robieniem tego filmu.
- Opowieść o ordynarnym szaleństwie (Tales of Ordinary Madness, 1987) – film polskiej produkcji luźno bazujący na opowiadaniu Bukowskiego Maszyna do posuwania[24].
- Crazy Love (1987) – belgijski film bazujący na opowiadaniu The Copulating Mermaid of Venice, California (Kopulująca syrena z Venice w Kalifornii ze zbioru Najpiękniejsza dziewczyna w mieście) oraz na fragmencie Ham on a Rye (Z szynką raz!). Bukowski twierdził, że to najlepsza filmowa adaptacja jego pisarstwa.
- Zimny księżyc (Lune Froide, 1991) – francuski film, reżysera Patricka Bouchitey na podstawie: powieści Charlesa Bukowskiego pt. Copulating Mermaid of Venice i Trouble with the Battery
- Factotum (Factotum, 2005) – obraz oparty na powieści pod tym samym tytułem (wydanie polskie – Faktotum), oraz na innych utworach (m.in. Z szynką raz!). Bohaterem jest znów alter ego pisarza, Henry Chinaski, którego gra Matt Dillon.
- Kobiety (2006) – polski krótkometrażowy komediodramat powstały na motywach opowiadania Niezupełnie Bernadette.

## Filmy dokumentalne
- Bukowski (1973) Godzinny film dokumentalny. Powstał na zlecenie kalifornijskiej telewizji KCET.

- Bukowski: Born Into This (2004) Film dokumentalny o postaci Bukowskiego. Na temat pisarza wypowiadają się znajomi, kochanki, przyjaciele, wrogowie i żony. Pojawia się kilka znanych postaci, min. Sean Penn i Bono. Wszystko to uzupełnione jest archiwalnymi nagraniami na których Bukowski czyta wiersze, udziela wywiadów, lub po prostu pije i głośno przeklina. Premiera tego filmu miała miejsce 9 lipca 2004.

## Biografie
- Sounes, Howard; Charles Bukowski. W ramionach szalonego życia, Wydawnictwo Książkowe Twój Styl, 2008, przekład Magdalena Rabsztyn
- Bukowski, Charles; Szekspir nigdy tego nie robił, Warszawa: Noir sur Blanc, 2001.